# Jan Olszewski
Jan Ferdynand Olszewskiⓘ (ur. 20 sierpnia 1930 w Warszawie, zm. 7 lutego 2019 tamże) – polski prawnik, polityk i publicysta, adwokat. Prezes Rady Ministrów w latach 1991–1992. Kawaler Orderu Orła Białego.
W czasie II wojny światowej i okupacji żołnierz Szarych Szeregów oraz uczestnik powstania warszawskiego. Działacz opozycji antykomunistycznej w okresie PRL, obrońca w procesach politycznych, jeden z założycieli Komitetu Obrony Robotników, w 1980 współodpowiedzialny za postępowanie rejestracyjne NSZZ „Solidarność”.
W latach 1991–1993 i 1997–2005 poseł na Sejm I, III i IV kadencji, współzałożyciel Porozumienia Centrum, założyciel i przewodniczący Ruchu dla Rzeczypospolitej oraz Ruchu Odbudowy Polski, w latach 1989–1991 i 2005–2006 członek Trybunału Stanu, w latach 2006–2010 doradca prezydenta RP Lecha Kaczyńskiego. Kandydat na urząd prezydenta RP w wyborach w 1995 oraz w 2000.

## Życiorys

### Młodość, II wojna światowa i edukacja
Syn Ferdynanda i Jadwigi. Urodził się w rodzinnym domu przy ulicy Poborzańskiej 21 na warszawskim Bródnie w rodzinie kolejarzy, politycznie związanej z tradycjami polskiego niepodległościowego ruchu robotniczego. Jego matka była stryjeczną siostrą Stefana Okrzei, jednego z założycieli Organizacji Bojowej Polskiej Partii Socjalistycznej, straconego przez Rosjan w trakcie rewolucji w 1905. Miał starszą siostrę Marię (ur. 1923).
W 1937 rozpoczął naukę w szkole powszechnej im. Mikołaja Kopernika w Warszawie. Podczas okupacji niemieckiej był członkiem konspiracyjnego harcerstwa – Szarych Szeregów, do organizacji tej wstąpił w 1943. Działał w tzw. Zawiszy (najmłodszej grupie wiekowej Szarych Szeregów). Był członkiem drużyny PH-100-BP im. Bolesława Prusa na Nowym Bródnie, gdzie nosił pseudonim „Orlik”. Jako łącznik uczestniczył na terenie Pragi w powstaniu warszawskim. W latach 1946–1947 działał w młodzieżowym kole Polskiego Stronnictwa Ludowego Stanisława Mikołajczyka. Brał wówczas udział w kampanii wyborczej na rzecz tej partii w wyborach do Sejmu Ustawodawczego.
Absolwent stołecznego XIII Liceum Ogólnokształcącego w Warszawie (1949). W 1953 ukończył studia prawnicze na Wydziale Prawa Uniwersytetu Warszawskiego.

### Działalność zawodowa i publiczna w PRL

#### Działalność w latach 50., 60. i 70.
Po ukończeniu studiów pracował w Ministerstwie Sprawiedliwości (do 1954), później w Zakładzie Nauk Prawnych Polskiej Akademii Nauk (do 1956).
W latach 1956–1957 był członkiem zespołu redakcyjnego tygodnika „Po prostu”. Napisał z Walerym Namiotkiewiczem i Jerzym Ambroziewiczem tekst Na spotkanie ludziom z AK (zamieszczony w tym czasopiśmie w wydaniu z 11 marca 1956), w którym autorzy wzywali do rehabilitacji żołnierzy Armii Krajowej. W swoich artykułach wskazywał nadużycia w sądownictwie i wymiarze sprawiedliwości, opisywał symbiozę aparatu partyjnego ze środowiskiem przestępczym na prowincji. Od 1957 miał utrzymywany przez dwa lata zakaz publikowania jako dziennikarz. Na początku lat 60. odbył aplikację adwokacką, podczas której jego patronem był Mieczysław Maślanko.
W latach 1956–1962 należał do Klubu Krzywego Koła, od 1958 do 1961 wchodził w skład zarządu tego klubu. Po rozwiązaniu tej organizacji uczestniczył w spotkaniach u Jana Józefa Lipskiego. Według pracy Ludwika Hassa Jan Olszewski został przyjęty do wolnomularstwa 1 maja 1962 w niezależnej loży „Kopernik” w Warszawie. W loży tej nadano mu w 1964 stopień mistrza, później miał być drugim dozorcą, mówcą i wielkim przysposobicielem Wielkiej Loży Narodowej Polski. Jan Olszewski w wywiadzie-rzece Prosto w oczy twierdził, że reaktywowana loża „Kopernik” służyła jedynie jako kamuflaż dla kontynuowania pewnych wątków działalności Klubu Krzywego Koła w konspiracji.
W latach 60. był obrońcą w procesach politycznych m.in. Melchiora Wańkowicza (1964), Jacka Kuronia i Karola Modzelewskiego (1965), Janusza Szpotańskiego (1968), Adama Michnika i Jana Nepomucena Millera. W latach 1968–1970, w związku z obroną studentów aresztowanych w czasie manifestacji marcowych w Warszawie, był zawieszony w prawie wykonywania zawodu. Po tym okresie powrócił do pracy jako adwokat. W 1970 brał udział jako obrońca w procesie działaczy niepodległościowej organizacji Ruch.
W grudniu 1975 był inicjatorem, współautorem (wraz z Jackiem Kuroniem i Jakubem Karpińskim) oraz sygnatariuszem Listu 59, apelu do Sejmu PRL zawierającego protest przeciwko projektowanym zmianom w Konstytucji PRL oraz deklarację celów opozycji. W styczniu 1976 z Wojciechem Ziembińskim napisał skierowany do Sejmu PRL List 14, będącego kolejnym protestem przeciwko wprowadzeniu do konstytucji zapisu o nienaruszalności sojuszu ze Związkiem Radzieckim. Podpisał również oświadczenie 14 intelektualistów z czerwca 1976, solidaryzujące się z protestami robotniczymi.
W 1976 znalazł się wśród założycieli Polskiego Porozumienia Niepodległościowego. W okresie swojej działalności w PPN latach 1976–1980 ogłosił ponad pięćdziesiąt publikacji programowych. W 1977 napisał, wydany przez tę organizację i następnie wznawiany w ramach drugiego obiegu wydawniczego, poradnik Obywatel a Służba Bezpieczeństwa, który stał się instrukcją dla opozycjonistów rozpracowywanych przez funkcjonariuszy SB w okresie stanu wojennego. Należał do czteroosobowego kierownictwa PPN wraz ze Zdzisławem Najderem, Andrzejem Kijowskim i Janem Józefem Szczepańskim.
W 1976 uczestniczył w zakładaniu Komitetu Obrony Robotników. Był współautorem jego Apelu do społeczeństwa i władz PRL z 23 września tegoż roku. Celowo nie umieszczono go na liście ujawnionych członków KOR, co ułatwiało mu udzielanie pomocy prawnej robotnikom represjonowanym i sądzonym po wydarzeniach czerwcowych. W październiku tego samego roku wraz z Anielą Steinsbergową i Józefem Rybickim rozważał powołanie Komitetu Obrony Praw Człowieka, który współpracowałby z podobnymi organizacjami spoza Polski. Od stycznia 1977 brał aktywny udział w rozmowach środowiska Nurtu Niepodległościowego z przedstawicielami KOR-u – Jackiem Kuroniem, Janem Józefem Lipskim, Antonim Macierewiczem i Piotrem Naimskim. We wrześniu 1977 podpisał Deklarację Ruchu Demokratycznego, będącą dokumentem programowym środowiska KOR-u.

#### Działalność w latach 80.
We wrześniu 1980 włączył się w organizowanie niezależnego związku zawodowego w Warszawie. Na spotkaniu przedstawicieli niezależnych związków w Gdańsku 17 września tegoż roku wystąpił, obok Karola Modzelewskiego, z koncepcją, by wszystkie nowo powstałe związki zjednoczyły się w jedną strukturę ogólnopolską, co zostało zaakceptowane. Był doradcą Krajowej Komisji Porozumiewawczej (od października 1981 Komisji Krajowej) Niezależnego Samorządnego Związku Zawodowego „Solidarność” oraz zarządu Regionu Mazowsze związku, a także jednym z autorów pierwszego statutu „Solidarności”. Prowadził następnie (wraz z Wiesławem Chrzanowskim) postępowanie rejestracyjne NSZZ „S” przed sądem w Warszawie, później także postępowanie rejestracyjne NSZZ Rolników Indywidualnych „Solidarność”. W grudniu 1980 współtworzył powołany przez KKP Komitet Obrony Więzionych za Przekonania. Od stycznia 1981 wchodził w skład rady programowo-konsultacyjnej Ośrodka Prac Społeczno-Zawodowych przy KKP. Wraz z mecenasem Władysławem Siłą-Nowickim opracował analizę sytuacji przedłożoną Komisji Krajowej „Solidarności” na ostatnim posiedzeniu przed wprowadzeniem 13 grudnia 1981 stanu wojennego.
Po wprowadzeniu stanu wojennego (wraz z Wiesławem Chrzanowskim) bezskutecznie zabiegał o to, aby internowany Lech Wałęsa zaapelował do władz podziemnej „Solidarności” o odwołanie protestów planowanych na 31 sierpnia 1982. W 1982 brał udział w panelowych dyskusjach organizowanych przez oficjalne stronnictwo katolickie PZKS. Jako reprezentant sekretarza KEP Bronisława Dąbrowskiego prowadził rozmowy z przedstawicielami władzy mające na celu doprowadzenie do zwolnienia z więzień i obozów internowania osób chorych. Brał udział w procesach przeciwko organizatorom strajków i podziemnym wydawcom. Był obrońcą m.in. Lecha Wałęsy, Zbigniewa Romaszewskiego oraz Zbigniewa Bujaka. Wiosną 1983 był inicjatorem wspólnego oświadczenia podziemnego NSZZ „Solidarność”, związków branżowych i autonomicznych, zawierającego protest przeciwko delegalizacji wszystkich związków zawodowych w Polsce. Został wówczas zatrzymany na 48 godzin, po czym – bezpośrednio po zwolnieniu – pojawił się na sali sądowej jako obrońca w procesie członków podziemnego Międzyzakładowego Robotniczego Komitetu „Solidarności”.
Z upoważnienia prymasa Józefa Glempa i rodziny księdza Jerzego Popiełuszki w 1984 i 1985 występował jako pełnomocnik oskarżyciela posiłkowego w procesie zabójców duchownego. W mowie oskarżycielskiej, transmitowanej wówczas przez radio, przedstawił swoją wersję wydarzeń, dowodząc, że morderstwo związanego z „Solidarnością” księdza było polityczną prowokacją, mającej na celu rozpętanie w kraju zamieszek.
Należał do sygnatariuszy oświadczenia z 31 maja 1987, wydanego przez grono osób zaproszonych przez Lecha Wałęsę, zawierającego podstawowe cele opozycji. Po zatrzymaniu ukrywającego się Kornela Morawieckiego miał być jego obrońcą, ale skutecznie nakłonił go (m.in. wraz z Andrzejem Stelmachowskim) do emigracji z PRL w kwietniu 1988. W maju 1988 z ramienia episkopatu był jednym z mediatorów (wraz z Haliną Bortnowską i Andrzejem Stelmachowskim) w rozmowach podczas strajku w Hucie im. Lenina. Potem uczestniczył w rozmowach księdza Alojzego Orszulika z generałami Czesławem Kiszczakiem i Zbigniewem Pudyszem w Ministerstwie Spraw Wewnętrznych, gdzie dyskutowano na temat „potrzeby ratowania kraju”. W grudniu 1988, w związku z planowanymi rozmowami Okrągłego Stołu współtworzył Komitet Obywatelski przy przewodniczącym NSZZ „Solidarność”. Podejmował działania celem wyjaśnienia okoliczności zabójstw dokonanych w 1989 na księżach Stefanie Niedzielaku, Stanisławie Suchowolcu i Sylwestrze Zychu.
Od 1982 do 1989 publikował w „Przeglądzie Katolickim”, w 1989 rozpoczął współpracę z „Tygodnikiem Solidarność”.
Z racji swej działalności opozycyjnej był rozpracowywany od 1963 przez Służbę Bezpieczeństwa w ramach sprawy o kryptonimie „Obrońca”, którą zakończono 30 września 1989. Ponadto był inwigilowany w ramach spraw operacyjnego rozpracowania i spraw obiegowych o kryptonach „Poeta” (dot. Jana Józefa Lipskiego), „Samorząd”, „Hazardziści” (dot. Ruchu Obrony Praw Człowieka i Obywatela), „Gracze” (dot. Komitetu Samoobrony Społecznej „KOR”), „Emisariusz” (dot. Kazimierza Świtonia), „Debata” (dot. I Krajowego Zjazdu Delegatów NSZZ „Solidarność”), „Madryt” (dot. działalności Komitetu Helsińskiego w Polsce), „Syndyk” (dot. Krajowej Komisji Wykonawczej NSZZ „Solidarność”) oraz „Żądło” (dot. Komitetu Obywatelskiego „Solidarność”).

### Działalność w III Rzeczypospolitej

#### Lata 1989–1991

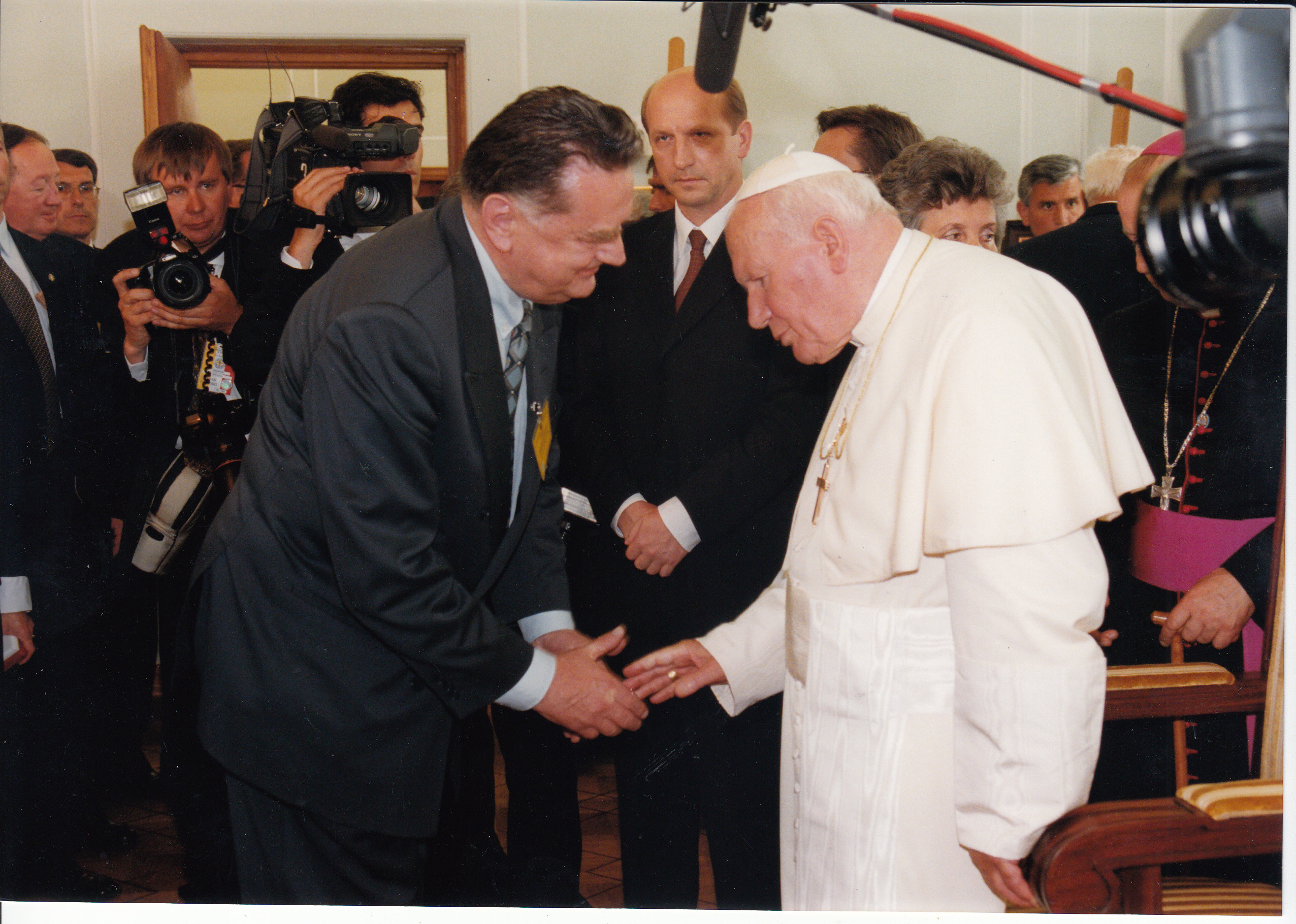
Jan Olszewski w czasie wizyty Jana Pawła II w Sejmie (1999)

Był uczestnikiem obrad Okrągłego Stołu (jako ekspert strony solidarnościowej w podzespole ds. reformy prawa i sądów). Nie kandydował do Sejmu kontraktowego. W latach 1989–1991 pełnił funkcje zastępcy przewodniczącego Trybunału Stanu. W październiku 1989 został członkiem Niezależnego Komitetu Historycznego Badania Zbrodni Katyńskiej, a w 1990 był współzałożycielem i fundatorem Polskiej Fundacji Katyńskiej.
Od 1990 należał do Porozumienia Centrum. Jesienią tego samego roku uczestniczył w przygotowaniu programu wyborczego Lecha Wałęsy i był jego mężem zaufania w Państwowej Komisji Wyborczej w wyborach prezydenckich. Został następnie członkiem komitetu doradczego przy prezydencie Lechu Wałęsie (1991).
W wyborach parlamentarnych w 1991 uzyskał mandat posła na Sejm I kadencji z listy Porozumienia Obywatelskiego Centrum. Zasiadał w Komisji Konstytucyjnej Zgromadzenia Narodowego, a także w komisjach sejmowych: nadzwyczajnej do rozpatrzenia projektów ustaw konstytucyjnych, Komisji Sprawiedliwości oraz Komisji Administracji i Spraw Wewnętrznych. Ponadto brał udział w pracach Podkomisji podstaw ustroju politycznego i społeczno-gospodarczego oraz Podkomisji organów władzy ustawodawczej, wykonawczej i samorządu terytorialnego.

#### Rząd Jana Olszewskiego

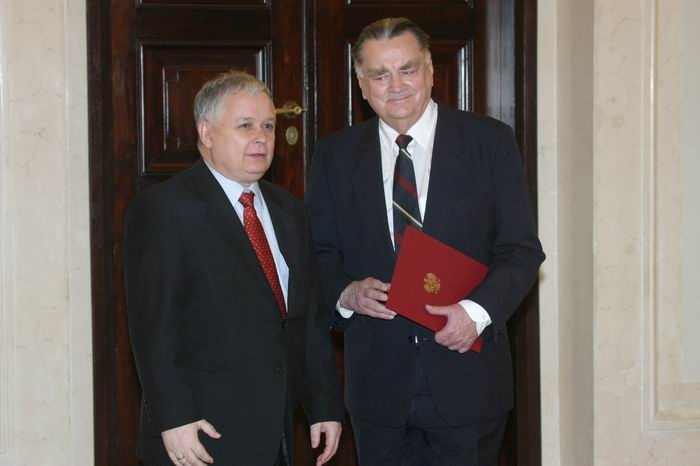
Jan Olszewski i prezydent Lech Kaczyński – wręczenie nominacji na doradcę prezydenta RP

6 grudnia 1991 Sejm I kadencji na wniosek prezydenta powołał go na stanowisko prezesa Rady Ministrów. Po sformowaniu składu Rady Ministrów jego gabinet uzyskał wotum zaufania 23 grudnia. Pierwszą wizytę zagraniczną jako premier złożył w lutym 1992 w Watykanie.
Jako premier deklarował spowolnienie prywatyzacji majątku państwowego, wspierał rolnictwo, wprowadzając ceny minimalne na produkowaną żywność i dopłaty do paliwa rolniczego, opowiadał się też za dekomunizacją w Ministerstwie Obrony Narodowej (obejmującą wszystkich żołnierzy i pracowników cywilnych Sił Zbrojnych RP i ministerstwa) oraz w MSW w tym Urzędzie Ochrony Państwa i Policji (obejmującą też pracowników cywilnych podległych MSW niebędących funkcjonariuszami), nie przygotowując w trakcie kierowania Radą Ministrów rozwiązań prawnych w tym zakresie. W maju 1992 wyraził swój sprzeciw koncepcji przekazywania baz opuszczanych przez wojska rosyjskie stacjonujące w Polsce w ręce międzynarodowych spółek polsko-rosyjskich. Uchwałą Sejmu z 5 czerwca 1992 Jan Olszewski został pozbawiony urzędu na skutek uchwalenia wotum nieufności. Głosowanie złożonego w maju wniosku o odwołanie rządu zostało przyspieszone w związku z działaniami ministra spraw wewnętrznych Antoniego Macierewicza w ramach wykonywania tzw. lustracyjnej uchwały Sejmu i sporządzeniem listy Macierewicza.

#### Działalność od 1992
W 1992 wystąpił z Porozumienia Centrum, został założycielem Ruchu dla Rzeczypospolitej, w którym objął funkcję przewodniczącego (po rozłamie w 1993 został honorowym przewodniczącym RdR Stanisława Węgłowskiego). Razem m.in. z Partią Wolności Kornela Morawieckiego i Akcją Polską Antoniego Macierewicza zawiązał przed wyborami parlamentarnymi w 1993 Koalicję dla Rzeczypospolitej, która z wynikiem 2,7% nie przekroczyła progu wyborczego. On sam, kandydując do Sejmu z okręgu warszawskiego, uzyskał 39 071 głosów.
Po utracie mandatu poselskiego brał udział w różnych inicjatywach integrujących pozaparlamentarne ugrupowania prawicowe (m.in. w ramach Konwentu Świętej Katarzyny). W wyborach prezydenckich w 1995 zajął czwarte miejsce, uzyskując 6,86% poparcia (1 225 453 głosów). W II turze nie poparł żadnego z kandydatów.
Po uzyskaniu tego wyniku założył nową partię pod nazwą Ruch Odbudowy Polski, która w 1996 w sondażach uzyskiwała nawet kilkanaście procent poparcia. Pozycja nowego ugrupowania zaczęła słabnąć w związku z powstaniem Akcji Wyborczej Solidarność, do której przystąpiła znacząca większość pozasejmowych partii. W wyborach w 1997 ROP odniósł względną porażkę, uzyskując 5,56% głosów i otrzymując sześć mandatów poselskich w Sejmie III kadencji. Jeden z nich przypadł Janowi Olszewskiemu, który został członkiem Komisji Spraw Zagranicznych oraz Komisji Sprawiedliwości i Praw Człowieka.
Ponownie zarejestrował się jako kandydat na urząd prezydenta w wyborach w 2000. Wycofał się jednak przed dniem głosowania, udzielając poparcia Marianowi Krzaklewskiemu. Wcześniej – w sierpniu tego samego roku – doznał obrażeń w wypadku samochodowym, w którym zginął członek władz ROP Waldemar Grudziński. W wyborach parlamentarnych w 2001 po raz trzeci został posłem z okręgu warszawskiego, tym razem z listy Ligi Polskich Rodzin (zdobywając 13 255 głosów). Ponownie brał udział w pracach Komisji Sprawiedliwości i Praw Człowieka. Nie przystąpił do klubu LPR, pozostając posłem niezrzeszonym. 27 sierpnia 2002 współtworzył z dwoma innymi posłami Koło Poselskie ROP.
Wraz z Antonim Macierewiczem i Gabrielem Janowskim przed wyborami parlamentarnymi w 2005 stworzył federacyjną partię pod nazwą Ruch Patriotyczny, która w wyborach do Sejmu uzyskała 1,05% głosów. Sam Jan Olszewski w tych wyborach bez powodzenia ubiegał się o mandat senatora w okręgu warszawskim, uzyskując około 123 tys. głosów (16,22%) i zajmując 6. miejsce.
W latach 2005–2006 ponownie był zastępcą przewodniczącego Trybunału Stanu. Od 10 kwietnia 2006 był doradcą prezydenta RP Lecha Kaczyńskiego do spraw politycznych. W wyborach parlamentarnych w 2007 miał kandydować do Senatu z ramienia Prawa i Sprawiedliwości, jednak za jego kandydaturą nie zebrano wymaganej liczby podpisów. 9 listopada tego samego roku objął stanowisko szefa komisji weryfikacyjnej Wojskowych Służb Informacyjnych, zastępując na tym stanowisku Antoniego Macierewicza. 20 stycznia 2011 zrezygnował z funkcji przewodniczącego Ruchu Odbudowy Polski (który 23 czerwca 2012 uległ samorozwiązaniu).

#### Śmierć i pogrzeb
W 2011 doznał udaru mózgu, od tego czasu zmagał się z ciężką chorobą. W listopadzie 2018 w wyniku zasłabnięcia trafił do jednego z warszawskich szpitali, gdzie 7 lutego 2019 zmarł. Po jego śmierci wyłożono księgi kondolencyjne w Kancelarii Prezesa Rady Ministrów, a także w urzędach miejskich (np. w Gdańsku i Kołobrzegu) oraz w urzędach wojewódzkich (w tym w Krakowie i Lublinie). 14 lutego uchwałę upamiętniającą Jana Olszewskiego przyjął Senat. Dzień później hołd premierowi oddała Komisja Europejska, na znak żałoby flagi Unii Europejskiej w Brukseli opuszczono do połowy masztu.
Uroczystości pogrzebowe o charakterze państwowym odbyły się 15 i 16 lutego 2019. Na te dni została przez prezydenta Andrzeja Dudę zarządzona żałoba narodowa. Pierwszego dnia trumna z ciałem byłego premiera została wystawiona w Kancelarii Prezesa Rady Ministrów. Później w kościele św. Aleksandra na placu Trzech Krzyży pod przewodnictwem biskupa pomocniczego warszawskiego Michała Janochy (siostrzeńca Jana Olszewskiego) odprawiona została msza święta żałobna w intencji zmarłego; po niej kondukt żałobny z trumną wyruszył z KPRM do sanktuarium Matki Bożej Łaskawej na Starym Mieście.
Drugiego dnia trumnę przeniesiono do bazyliki archikatedralnej św. Jana Chrzciciela w Warszawie, gdzie odprawiona została msza święta pogrzebowa, której przewodniczył biskup Michał Janocha. Odczytano listy kondolencyjne od metropolity warszawskiego kardynała Kazimierza Nycza, przewodniczącego Konferencji Episkopatu Polski abp. Stanisława Gądeckiego i prymasa Polski abp. Wojciecha Polaka. Mszę świętą koncelebrowali członkowie KEP, w tym biskupi Antoni Dydycz, Stanisław Stefanek i Tadeusz Bronakowski, uczestniczył w niej nuncjusz apostolski Salvatore Pennacchio. Homilię wygłosił Antoni Dydycz. W uroczystościach pogrzebowych uczestniczyli m.in. prezydent Andrzej Duda z małżonką Agatą Kornhauser-Dudą, premier Mateusz Morawiecki, marszałkowie Sejmu i Senatu – Marek Kuchciński oraz Stanisław Karczewski, byli premierzy Jerzy Buzek, Jarosław Kaczyński i Beata Szydło, wicemarszałkowie Sejmu i Senatu, ministrowie i parlamentarzyści. Trumnę z ciałem Jana Olszewskiego w kondukcie przetransportowano pod pomnik Powstania Warszawskiego, gdzie byłego premiera pożegnali żołnierze Armii Krajowej, powstańcy warszawscy oraz działacze antykomunistycznej opozycji w PRL. Jan Olszewski przy asyście wojskowej został pochowany na Cmentarzu Wojskowym na Powązkach (kwatera A2 dod./Aleja Zasłużonych/4).

## Wyniki wyborcze
| Wybory | Komitet wyborczy | Komitet wyborczy                  | Organ             | Okręg        | Wynik             |
| ------ | ---------------- | --------------------------------- | ----------------- | ------------ | ----------------- |
| 1991   |                  | Porozumienie Obywatelskie Centrum | Sejm I kadencji   | nr 1         | 39 560 (5,50%)    |
| 1993   |                  | Koalicja dla Rzeczypospolitej     | Sejm II kadencji  | nr 1         | 39 071 (4,84%)    |
| 1995   |                  | Ogólnopolski KW Jana Olszewskiego | Prezydent RP      | Prezydent RP | 1 225 453 (6,86%) |
| 1997   |                  | Ruch Odbudowy Polski              | Sejm III kadencji | nr 1         | 59 015 (7,42%)    |
| 2001   |                  | Liga Polskich Rodzin              | Sejm IV kadencji  | nr 19        | 13 255 (1,80%)    |
| 2005   |                  | Ruch Patriotyczny                 | Senat VI kadencji | nr 18        | 123 387 (16,22%)  |

## Życie prywatne
Był żonaty z dziennikarką Martą Olszewską (1932–2020). Był także wujem i ojcem chrzestnym Michała Janochy, biskupa pomocniczego archidiecezji warszawskiej.

## Publikacje
- Przerwana premiera. Z Janem Olszewskim rozmawiają Radosław Januszewski, Jerzy Kłosiński, Jan Strękowski, „Tygodnik Solidarność”, Warszawa 1992.
- Prosto w oczy. Z Janem Olszewskim rozmawia Ewa Polak-Pałkiewicz, Inicjatywa Wydawnicza Ad Astra, Warszawa 1997, ISBN 83-87538-35-3.

## Odznaczenia i wyróżnienia
Ordery i odznaczenia
W 2009, w uznaniu znamienitych zasług dla Rzeczypospolitej Polskiej, a w szczególności dla przemian demokratycznych i wolnej Polski, za działalność państwową i publiczną, został przez prezydenta Lecha Kaczyńskiego odznaczony Orderem Orła Białego. Był później członkiem kapituły tego orderu.
W 2019 odznaczony pośmiertnie Krzyżem Wolności i Solidarności.
Nagrody i wyróżnienia
W 2008 rada Polskiej Fundacji Katyńskiej przyznała mu Medal Dnia Pamięci Ofiar Zbrodni Katyńskiej. W 2013 został wyróżniony Nagrodą im. św. Grzegorza I Wielkiego przyznawaną przez miesięcznik „Niezależna Gazeta Polska – Nowe Państwo”.
Otrzymał tytuły honorowego obywatela Świdnika (2010) i Warszawy(2014).

## Upamiętnienie i odniesienia w kulturze
W telewizyjnym programie satyrycznym Polskie zoo Marcina Wolskiego Jan Olszewski został przedstawiony jako koala.
Film dokumentalny Nocna zmiana z 1994, zrealizowany przez Jacka Kurskiego i Michała Balcerzaka, poświęcono kulisom odwołania rządu Jana Olszewskiego w czerwcu 1992. Film ten powstał także na podstawie książki Jacka Kurskiego i Piotra Semki pt. Lewy czerwcowy (Editions Spotkania, Warszawa 1992). Wydarzeniami tymi inspirowany był również singel „Panie Waldku, Pan się nie boi czyli lewy czerwcowy” zespołu Kult z 1998; w teledysku do tej piosenki wykorzystano m.in. sceny z filmu Nocna Zmiana.
Jan Olszewski stał się również jednym z głównych bohaterów powieści Marcina Wolskiego Alterland (W.A.B., Warszawa 2003). Jest bohaterem powstałego w 2017 fabularyzowanego filmu dokumentalnego pt. Prawnik w czasach bezprawia w reżyserii Jolanty Kessler. Poświęcono mu też zredagowaną przez Jerzego Urbanowicza i Elżbietę Urbanowicz książkę Racja stanu. Janowi Olszewskiemu (Zysk i S-ka, Poznań 2011, ISBN 978-83-7506-649-4). W 2019 ukazała się książka Justyny Błażejowskiej pt. Ta historia wciąż trwa. Wspomnienia Jana Olszewskiego (Zysk i S-ka, IPN, Poznań 2019, ISBN 978-83-8116-667-6).
Jego imieniem nazwano m.in. rondo w Szczecinie oraz salę konferencyjną w Muzeum II Wojny Światowej w Gdańsku. Imieniem Jana Olszewskiego nazwano również salę nr 511 w budynku „U” Kancelarii Sejmu (2020) oraz salę konferencyjną w gmachu Kancelarii Prezesa Rady Ministrów (2022). W 2020 w Sejmie odsłonięto popiersie byłego premiera autorstwa Adama Myjaka. W 2023 został patronem Fundacji „Pomoc Polakom na Wschodzie”, założonej w trakcie trwania jego gabinetu.
Pierwszy w Polsce pomnik Jana Olszewskiego odsłonięto 4 czerwca 2021 w podwarszawskim Okuniewie. W 2022 odsłonięto pomnik Jana Olszewskiego umieszczony przy wejściu głównym gmachu Kancelarii Prezesa Rady Ministrów. W tym samym roku w sanktuarium Matki Bożej Różańcowej w Warszawie umieszczono tablicę upamiętniającą jego postać. W 2025 odsłonięto jego pomnik na placu Powstańców Warszawskich w Słupsku.
Jego wizerunek znalazł się na awersie monety o nominale 10 zł (2021) oraz na wyemitowanym przez Pocztę Polską w nakładzie 100 tysięcy sztuk okolicznościowym znaczku pocztowym o nominale 4,5 zł (2022).